# Własność bonitarna
Własność bonitarna – w prawie rzymskim własność chroniona i uznana jedynie przez prawo pretorskie. Powstawała ona poprzez nieformalne, z punktu widzenia prawa cywilnego (ius civile), przekazanie rzeczy. Nabywca stawał się właścicielem bonitarnym, tj. posiadaczem z wolą zasiedzenia i w efekcie nabycia własności kwirytarnej nad rzeczą po określonym czasie. Niektórzy romaniści nie uznają nawet tej instytucji za własność, którą jest dla nich jedynie własność kwirytarna, używając omówienia rzeczy nabytej „w swoim majątku” (in bonis).

## Geneza
Oficjalna w świetle prawa cywilnego własność kwirytarna wymagała wielu formalności przy jej przenoszeniu. Z biegiem czasu zaczęto omijać czynności urzędowe by szybciej finalizować transakcje. Zainteresowani poprzestawali na najprostszym sposobie przenoszenia własności z ręki do ręki, czyli tradycji (traditio). W ten sposób oficjalnie prawo własności pozostawało przy ze zbywającym, a nabywca zyskiwał rzecz w posiadanie z nadzieją na uzyskanie własności kwirytarnej przez zasiedzenie. Pretorowie przystosowali się do nowych warunków i potrzeb ludności, chroniąc owych posiadaczy interdyktami, przez ekscepcje oraz specjalne powództwo actio publicana.
Podział na własność kwirytarną i bonitarną został zniesiony w Kodeksie Justyniana.